# Marossolymos község
Marossolymos község (románul: Comuna Șoimuș) község Hunyad megyében, Romániában. Központja Marossolymos, beosztott falvai Alsókajanel, Balátatelep, Bezsántelep, Bezsán, Boholt, Fornádia, Kecskedága, Burjánfalva, Szúliget.

## Népessége
A 2011-es népszámlálás adatai alapján a község népessége 3371 fő volt.